# Woxx
Die im Großherzogtum Luxemburg herausgegebene und erscheinende Woxx (Eigenschreibweise: woxx) ist eine Wochenzeitung mit ökologisch-sozialer Ausrichtung. Herausgeber ist eine Genossenschaft, um dem eigenen Anspruch eines selbstverwalteten Betriebes gerecht zu werden.
Die Zeitung entstand 1988 als GréngeSpoun auf Initiative der grünen Partei Luxemburgs Déi Gréng. Der GréngeSpoun sollte jedoch „kein Zentralorgan werden“, hieß es am 23. September 1988 im ersten Editorial. Allerdings „braucht auch die Gréng Alternativ ein Organ in dem Sinne, dass sie ihre Positionen unentstellt veröffentlichen kann“, gesteht die Zeitung selbstkritisch ein. Beabsichtigt war vor allem eine Alternative zur „bourgeoisen“ Presse. 
In der Zwischenzeit hat sich die Zeitung, die 2000 in Woxx umbenannt wurde, weitgehend von der Partei emanzipiert.
In der Zeitung existieren alle drei Landessprachen Luxemburgs – Luxemburgisch, Französisch und Deutsch – nebeneinander. Optisch lehnt sich die Woxx an die Monatszeitung Le Monde diplomatique an.
Woxx wird über die Pressehilfe vom Luxemburgischen Staat subventioniert. 2013 lag dieser Betrag bei 247.146 Euro.